# Honda Jazz

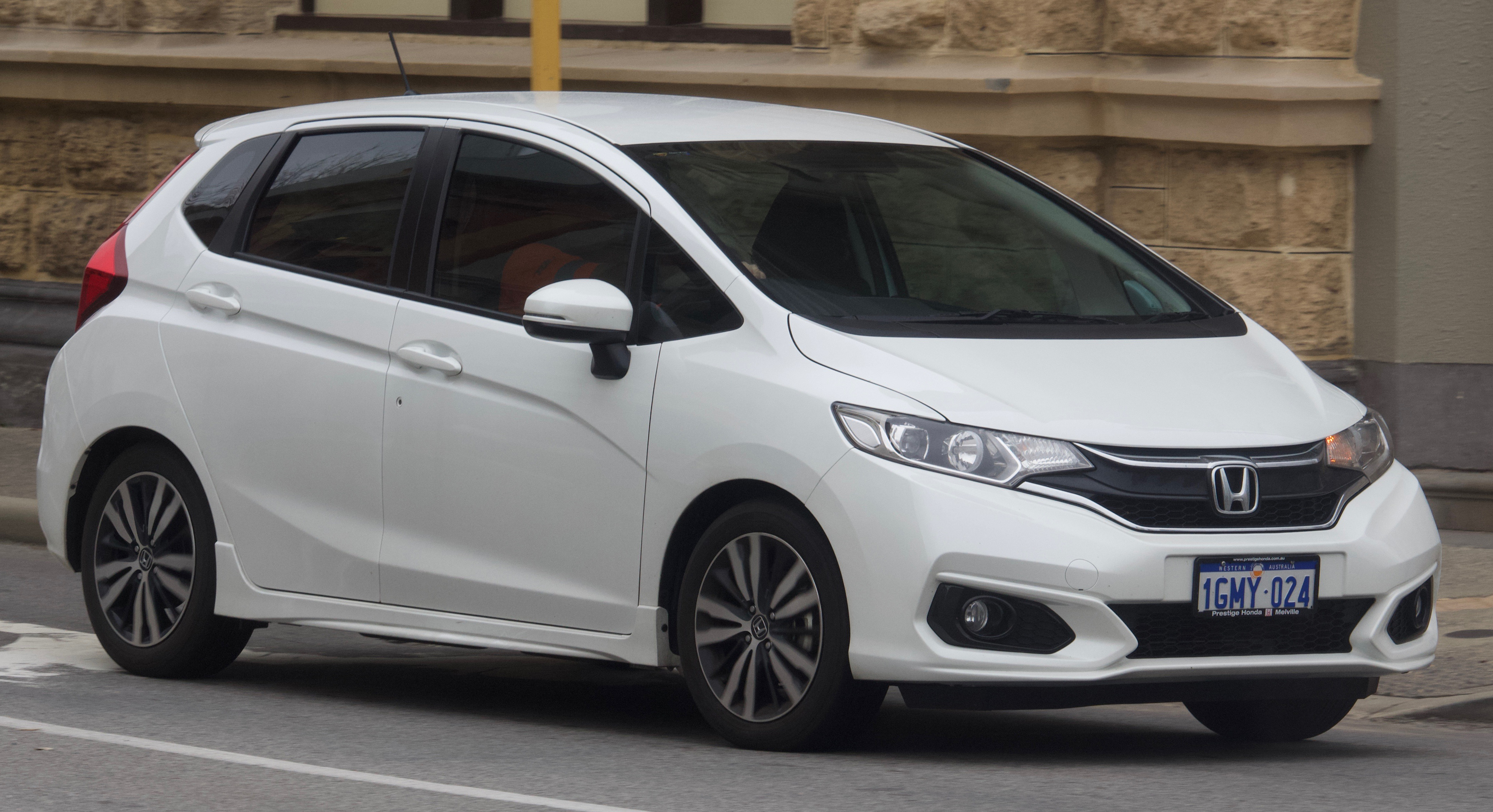
Honda Fit

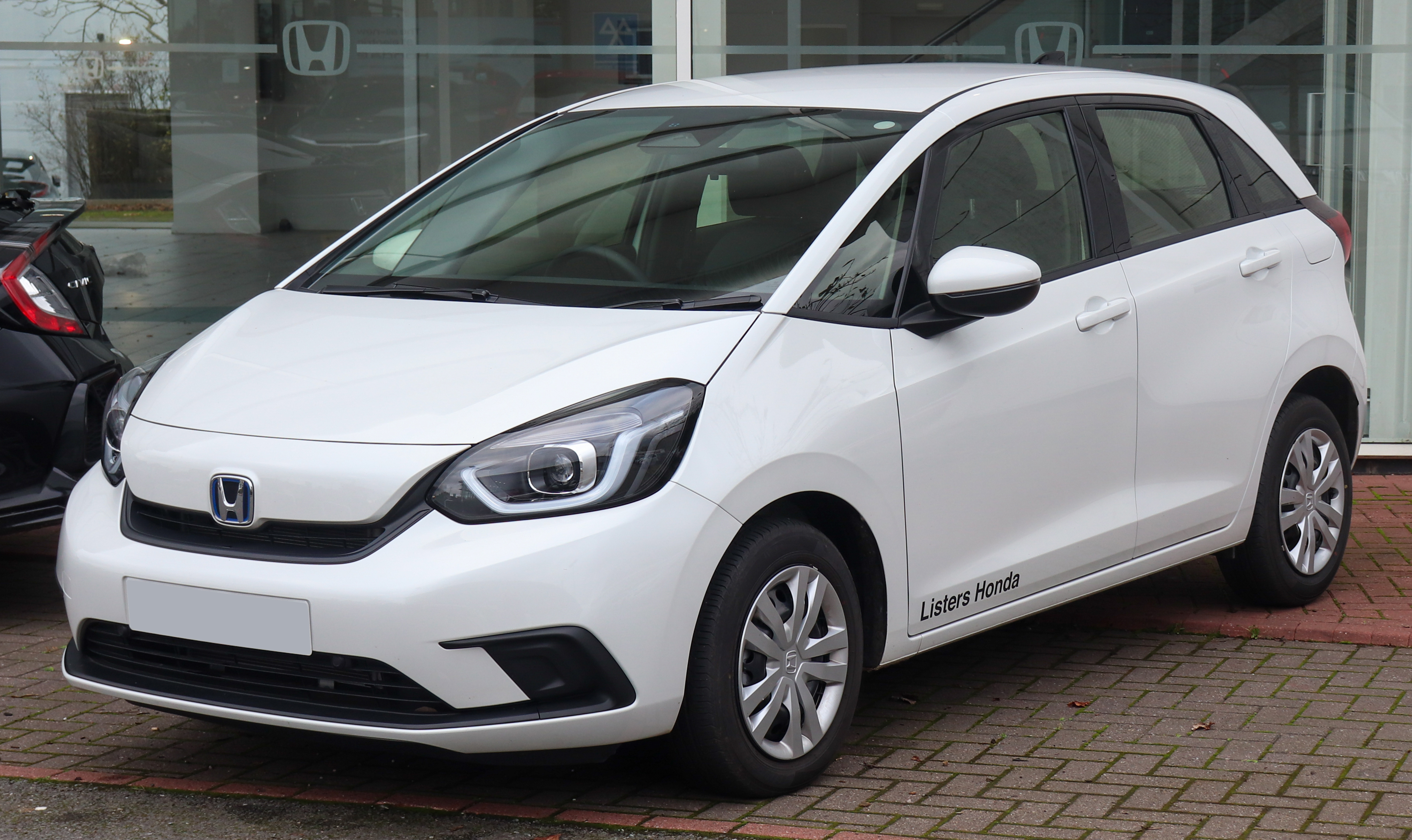
Honda Jazz

Honda Jazz är en mindre bilmodell från det japanska företaget. Den första versionen, som kallades Honda City på vissa marknader, kom 1982. Konceptuellt var denna modell snarlik exempelvis Nissan Micra. Under 1990-talet såldes Opel Frontera, en mindre SUV-modell, som "Honda Jazz" i Japan. I Sverige dök namnet upp igen i början på 2000-talet. Denna gång handlade det om en efterföljare till småbilen Honda Logo. Nya Honda Jazz, som heter Honda Fit på hemmamarknaden, har en högbyggd 5-dörrarskaross och en flexibel inredning, som går att fälla likt fåtöljerna i en biosalong. Modellen har 1,4 litersmotor på 84 hästkrafter.
En intressant detalj inför lanseringen av nya Jazz var att den skulle heta Honda Fitta. När japanerna insåg, efter påpekande från det svenska kontoret, vad ordet fitta betydde på svenska så ändrade man på namnet till Honda Fit. I Europa lanserades den dock under namnet Honda Jazz.